# Tursunoy Jabborova
Tursunoy Jabborova (4 de marzo de 2002) es una deportista uzbeka que compite en halterofilia. Ganó dos medallas en el Campeonato Mundial de Halterofilia, en los años 2021 y 2022, ambas en la categoría de 87 kg.

## Palmarés internacional
| Campeonato Mundial | Campeonato Mundial   | Campeonato Mundial | Campeonato Mundial |
| Año                | Lugar                | Medalla            | Categoría          |
| ------------------ | -------------------- | ------------------ | ------------------ |
| 2021               | Taskent (Uzbekistán) | Medalla de plata   | 87 kg              |
| 2022               | Bogotá (Colombia)    | Medalla de bronce  | 87 kg              |